# Unterseeboot U-78 (1916)
Pour les autres navires du même nom, voir Unterseeboot 78.
L'Unterseeboot U-78 est l’un des 329 sous-marins servant dans la Kaiserliche Marine pendant la Première Guerre mondiale. L'U-78 a été engagé dans la guerre navale et a pris part à la première bataille de l'Atlantique en tant que mouilleur de mines. Le 27 octobre 1918, les communications à basse fréquence de l'U-78 et du Skagerrak furent détectées par le sous-marin britannique HMS G2, qui le coula avec la perte des 40 membres d’équipage. La date de naufrage parfois indiquée au 28 octobre 1918 est erronée. 
L’épave a été identifiée en avril 2014

## Conception
Les sous-marins de type UE I ont été précédés par les sous-marins de type U-66, plus longs. L'U-78 avait un déplacement de 755 tonnes en surface et de 832 tonnes en immersion. Il avait une longueur de 56,80 m et 46,66 m pour sa coque pressurisée, une largeur de 5,90 m, une hauteur de 8,25 m et un tirant d'eau de 4,86 m. Le sous-marin était propulsé par deux moteurs de 900 ch (660 kW) en surface, et deux moteurs de 800 chevaux (590 kW) en immersion. Il avait deux arbres d'hélice. Il était capable d’opérer à des profondeurs allant jusqu’à 50 mètres.
Le sous-marin avait une vitesse maximale de 9,9 nœuds (18,3 km/h) en surface et de 7,9 nœuds (14,6 km/h) en immersion. Il pouvait parcourir 7880 milles marins (14590 km) à 7 nœuds (13 km/h) en surface et 83 milles marins (154 km) à 4 nœuds (7,4 km/h) en immersion. L'U-78 était équipé de deux tubes lance-torpilles de 50 centimètres (un à l’avant tribord et un à l’arrière tribord), de quatre torpilles et d’un canon de pont de 8,8 centimètres. Il avait un équipage de trente-deux personnes, vingt-huit hommes et quatre officiers.

## Opérations
Ce qui suit est une transcription textuelle des activités du U-78 connues du renseignement naval britannique, salle 40 O.B. :
L'U-78 est commandé par le Kapitänleutnant Dröscher, qui commandera plus tard l'U-117, mais pas avant mai 1917. Puis il est commandé par le Kptlt. Vollbrecht. Construit à Hambourg par AG Vulcan, l'U-78 est terminé en mai 1916. Il entra à l’école de Kiel et y resta jusqu’au 8 juillet, date à laquelle il se rendit à Wilhelmshaven et fut rattaché à la 1ère demi-flottille.
Du 11 au 27 juillet 1916, il part vers le nord. Vers le 20 juillet, il avait déjà posé 34 mines au large de Skerryvore. Le 23 juillet, il a combattu avec le chalutier armé Chrysea au large de Fair Isle. La veille de son retour à Heligoland, il a fait une prise, un vapeur danois.
Du 20 août au 12 septembre 1916, il est parti en direction du nord, pour le sud de l’Irlande. Il posa 34 mines au large de St. Govan's Head dans la nuit du 1er au 2 septembre. Le 27 août, il pourchassa le vapeur Floréal au large de la Butt ofLewis, puis il retourna vers le nord.
Du 18 au 23 octobre 1916, il est apparemment en patrouille en mer du Nord. Il arraisonne 6 vapeurs scandinaves, leur permettant de continuer leur route. Le dernier jour, il a fait une prise, un vapeur norvégien.
Du 29 octobre au 22 novembre 1916, apparemment, il s’est rendu sur la côte de la Norvège pour observer la navigation. Il a coulé un vapeur norvégien.
Du 3 au 22 février 1917, il posa des mines en divers points au large de la côte ouest de l’Écosse, allant vers le nord dans les deux sens. Il a coulé un vapeur au nord de l’Irlande, et peut-être un autre au nord des îles Orcades.
Du 30 mars au 19 avril 1917, il est allé vers le nord et a observé le trafic sur la côte nord de l’Irlande. Il a coulé trois vapeurs et deux voiliers (6500 tonnes au total). Il posa des mines dans The Little Minch et le Lough Swilly.
Du 29 mai au 22 juin 1917, il se dirigea vers le nord et posa des mines au large d’Inishtrahull et à divers points au large de la côte nord-ouest de l’Écosse. Il a été engagé par le HMS Helgoland (un navire-leurre pour sous-marins) près de l’île de Toraigh le 9 juin. Il revendique 5000 tonnes de victoires. Il demanda la permission de revenir par le Petit Belt, mais il reçut l’ordre de venir par Nordmands Tief.
Du 27 juillet au 13 août 1917, il a posé des mines dans le détroit d’Islay. Il revendique avoir coulé 2500 tonnes. Il fait son retour à basse vitesse en raison d’une panne du moteur bâbord. Il aurait dû repartir en octobre 1917, mais on ne sait rien d’une quelconque patrouille à cette époque, et il ne fut apparemment pas prêt à reprendre du service avant juin 1918.
Du 16 au 27 juin 1918, apparemment il a posé des mines à l’est de l’Écosse.
Du 14 au 21 juillet 1918, il est passé par le Kattegat, et revenu par les ports allemands de la mer du Nord. Il avait terminé une tâche inconnue en mer du Nord le 18 juillet.
Du 19 au 26 août 1918, il est dans la mer du Nord. Il n’a fait aucun rapport sur sa patrouille, mais il est revenu à 3 nœuds avec un double problème de moteur.
Du 24 septembre au 1er octobre 1918, il pose des mines sur la côte est de l’Écosse.
Vers la fin octobre 1918, il partit poser des mines dans la mer du Nord et fut coulé par le sous-marin HMS G2 à 56° 02′ N, 5° 08′ E.

## Affectations
- Flottille I : du 9 juillet 1916 au 27 octobre 1918.

## Commandants
- Kapitänleutnant Otto Dröscher[6] : du 20 avril 1916 au 15 janvier 1918
- Oberleutnant zur See der Reserve Karl Thouret[7] : du 16 au 31 janvier 1918
- Oblt.z.S. Johann Vollbrecht[8] : du 1 au 27 février 1918
- Kptlt. Karl Vesper[9] : du 1er mars au 26 avril 1918
- Kptlt. Wilhelm Meyer[10] : du 27 avril au 24 mai 1918
- Oblt.z.S. Johann Vollbrecht[8]

## Navires coulés
| Date              | Nom            | Nationalité    | Tonnage | Destin.             |
| ----------------- | -------------- | -------------- | ------- | ------------------- |
| 16 juillet 1916   | Vidar          | Suède          | 2178    | Capturé comme prise |
| 5 août 1916       | Aranda         | Norvège        | 1838    | Coulé               |
| 2 septembre 1916  | Kelvinia       | United Kingdom | 5039    | Coulé               |
| 26 septembre 1916 | HMT Loch Shiel | Royal Navy     | 216     | Coulé               |
| 21 octobre 1916   | Atle Jarl      | Norvège        | 1249    | Capturé comme prise |
| 16 novembre 1916  | Vega           | Norvège        | 1204    | Coulé               |
| 13 décembre 1916  | Kursk          | Empire russe   | 7869    | Endommagé           |
| 7 février 1917    | Väring         | Suède          | 2107    | Coulé               |
| 13 février 1917   | Barnsley       | United Kingdom | 144     | Coulé               |
| 15 février 1917   | Stralsund      | Norvège        | 510     | Coulé               |
| 3 mars 1917       | Meldon         | United Kingdom | 2514    | Coulé               |
| 2 avril 1917      | Sagitta        | Norvège        | 1981    | Coulé               |
| 2 avril 1917      | HMS Tithonus   | Royal Navy     | 3463    | Endommagé           |
| 4 avril 1917      | Vladimir Reitz | Danemark       | 2128    | Coulé               |
| 5 avril 1917      | Bris           | Danemark       | 101     | Coulé               |
| 7 avril 1917      | HMS Jason      | Royal Navy     | 810     | Coulé               |
| 13 avril 1917     | Strathcona     | Canada         | 1881    | Coulé               |
| 14 avril 1917     | Andromache     | United Kingdom | 313     | Coulé               |
| 19 avril 1917     | HMT Lobelia    | Royal Navy     | 184     | Coulé               |
| 17 juin 1917      | Fornebo        | United Kingdom | 4259    | Coulé               |
| 13 décembre 1917  | Arnewood       | United Kingdom | 2259    | Coulé               |